# Diego Gómez de Sandoval de la Cerda
Diego Gómez de Sandoval de la Cerda, conde de Saldaña, (circa de 1587-diciembre de 1632), fue un noble, erudito y patrón literario del siglo de oro español.

## Biografía
Hijo segundo del hombre más importante del reinado de Felipe III, el primer duque de Lerma, y de Catalina de La Cerda (1550-1603), hija del iv duque de Medinaceli, Juan de La Cerda y Silva.

### Matrimonios e hijos
Se casó en Valladolid, en primeras nupcias, con Luisa de Mendoza y Mendoza vii condesa de Saldaña de la Casa del Infantado y de que sería heredera si no hubiera muerto antes que su madre Ana de Mendoza vi duquesa del Infantado. Tuvieron dos hijos:
- Rodrigo Díaz de Vivar de Mendoza de Sandoval y Mendoza (1614-1657) vii duque del Infantado.
- Catalina Gómez de Sandoval y Mendoza (1616-1686), vi marquesa del Cenete y viii duquesa del Infantado.

Se casó otra vez, en 1621, con Mariana de Castilla y Córdoba o Mariana Fernández de Córdoba Castilla Torres de Navarra, dama de la reina, que llevaron al conde-duque de Olivares a quitarle el cargo de gentilhombre y aislarlo de la corte. Más tarde su posición fue rehabilitada y el rey Felipe IV le atribuyó la encomienda mayor de Calatrava. Con su segunda mujer tuvo a:
- María Gómez de Sandoval y Torres de Navarra, que se casó con Baltasar Hurtado de Mendoza y Rojas (1635-1647), v conde de Orgaz, prestamero mayor de Vizcaya[1] y en segundas nupcias la condesa de Orgaz se casó con el noble de origen portugués Francisco Gómez de Abreu y Lima, iii conde de Regalados.
- Diego Gómez de Sandoval, v duque de Lerma, marqués de Cea, conde de Ampudia, Virrey de Valencia, que se casó con María Leonor de Monroy y Aragón, marquesa de Castañeda.
- Tomasa Gómez de Sandoval Torres de Navarra, que se casó con Esteban Hurtado de Mendoza, conde de la Corzana, y en segundas nupcias con Francesco del Bosco Isfar, II principe della Cattolica.[2]

## Vida pública
Desempeñó diversos cargos cortesanos que después de la queda de su padre y hermano, el duque de Uceda, perdió.
Fue amigo y protector de reconocidos nombres del siglo de oro español como Lope de Vega, Cervantes, Luis Vélez de Guevara, Soto de Rojas, Salas Barbadillo o Antonio Hurtado de Mendoza.
Hay dos retratos muy similares del conde de Saldaña y de gran valor pintados por Juan Pantoja de la Cruz. Uno de ellos en el Palacio Nacional de Sintra y el otro en el Norton Simon Museum.